# Кунцея
Кунцея (лат. Kunzea) — род растений семейства Миртовые, включающий в себя 36-40 видов кустарников, широко распространённых в Австралии, особенно на западе и юго-западе. Один из видов встречается также в Новой Зеландии. Несколько видов натурализовались в Южной Африке, где превратились в сорняки.

## Название
Род назван в честь Густава Кунце (нем. Gustav Kunze, 1793—1851), немецкого ботаника, миколога, зоолога (энтомолога); профессора зоологии и директора Ботанического сада Лейпцигского университета.
Синонимы:
- Pentagonaster Klotzsch
- Salisia Lindl.
- Stenospermum Sweet ex Heynh.
- Tillospermum Griff.

## Виды
По информации базы данных The Plant List, род включает 43 вида:
- Kunzea acicularis Toelken & G.F.Craig
- Kunzea acuminata Toelken
- Kunzea affinis S.Moore
- Kunzea ambigua (Sm.) Druce
- Kunzea baxteri (Klotzsch) Schauer
- Kunzea bracteolata Maiden & Betche
- Kunzea calida F.Muell.
- Kunzea cambagei Maiden & Betche
- Kunzea capitata (Sm.) Heynh.
- Kunzea ciliata Toelken
- Kunzea cincinnata Toelken
- Kunzea clavata Toelken
- Kunzea ericifolia (Sm.) Heynh.
- Kunzea ericoides (A.Rich.) Joy Thomps.
- Kunzea eriocalyx F.Muell.
- Kunzea flavescens C.T.White & W.D.Francis
- Kunzea glabrescens Toelken
- Kunzea graniticola Byrnes
- Kunzea jucunda Diels & E.Pritz.
- Kunzea micrantha Schauer
- Kunzea micromera Schauer
- Kunzea montana (Diels) Domin
- Kunzea muelleri Benth.
- Kunzea newbeyi Toelken
- Kunzea obovata Byrnes
- Kunzea opposita F.Muell.
- Kunzea parvifolia Schauer
- Kunzea pauciflora Schauer
- Kunzea pomifera F.Muell.
- Kunzea praestans Schauer
- Kunzea preissiana Schauer
- Kunzea pulchella (Lindl.) A.S.George
- Kunzea recurva Schauer
- Kunzea × rosea (Turcz.) Govaerts
- Kunzea rostrata Toelken
- Kunzea rupestris Blakely
- Kunzea salina (Trudgen & Keighery) Toelken & de Lange
- Kunzea similis Toelken
- Kunzea sinclairii (Kirk) W.Harris
- Kunzea spathulata Toelken
- Kunzea × squarrosa Turcz.
- Kunzea strigosa Toelken & G.F.Craig
- Kunzea sulphurea Tovey & P.Morris